# Asedio de Avárico
El asedio de Avárico o sitio de Avárico fue un enfrentamiento militar entre la República romana y los pueblos galos sucedido en el 52 a. C. con victoria de la primera. 

## Antecedentes

### Rebelión
Los aires de revuelta surgieron en el invierno del 53-52 a. C., cuando César estaba en la Cisalpina para atender la agitación interna en Roma producida por la derrota y muerte del triunviro Marco Licinio Craso en Carras. Sin saberlo, los galos estaban conspirando con los romanos y se reunían para organizarse en los bosques y montes. Primero hubo una masacre de ciudadanos romanos en la ciudad de Cénabo, actual Orleans, por parte de los carnutos liderados por Cotuato y Conetoduno. Rápidamente la noticia llegó a tierra de los arvernos.
Enterado de estos sucesos, en enero del 52 a. C., un joven noble llamado Vercingétorix, hijo de Celtilo, antiguo vergobreto de la tribu arverna asesinado por los suyos por querer proclamarse rey, empezó a reunir a sus partidarios y los convenció de sublevarse. Sin embargo, el gobierno de la tribu liderado por su tío paterno Gobanitio, partidario de César, lo expulsó de Gergovia. El joven respondió animando a los más empobrecidos por la guerra en las campiñas de su tribu a tomar las armas para expulsar al invasor, hasta que reclutó un ejército y volvió a la villa para expulsar a sus detractores. Después de esto fue proclamado rey de los arvernos y empezó a enviar mensajeros a otras tribus pidiéndoles que se sumaran al movimiento. Pronto los carnutos, senones, parisios, pictones, túronos, aulercos y lemovices se ponían bajo su mando.

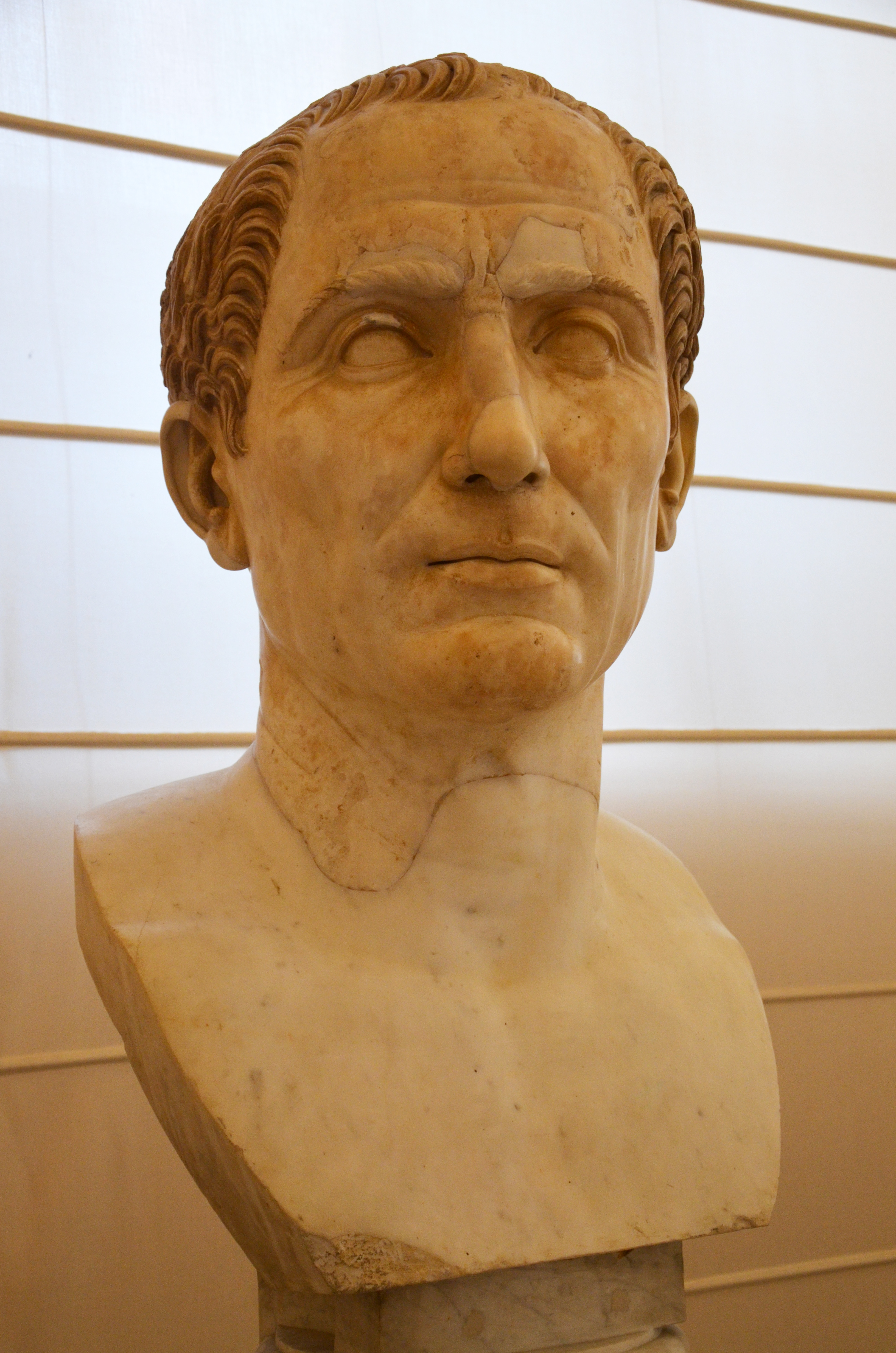
Busto de Cayo Julio César, Museo Arqueológico Nacional de Nápoles.

Vercingétorix exige a estos pueblos enviar rehenes y contingentes de guerreros, asignando a cada tribu una cifra que cumplir. También ordena torturar a quien se niegue a colaborar. Así reúne un gran ejército y al carduco Lucterio con los rutenos para convencerlos de unírseles (así amenazar la Narbonense). El mismo Vercingétorix marcha contra los bituriges, aliados de los eduos. Estos últimos, por consejo de los legados de César, envían refuerzos a sus aliados pero al llegar a orillas del río Loira, los bituriges se separan de los eduos y se niegan a cruzar. Poco después, los eduos se enteran de que, de cruzar el Loira, se enfrentarían a los arvernos mientras su retaguardia sería atacada por los bituriges. Optan por retirarse.

### Reacción de César
A fines de mes César abandonaba la Cisalpina para ir a Narbona. No podía llamar a sus legiones a la Narbonense, pues en la ruta serían desgastadas y perdería sus plazas fuertes y aliados. Tampoco podía marchar solo pues de seguro acabaría muerto. Mientras, Lucterio, enterado de que César estaba rumbo Narbona, decide marchar contra él con los rutenos, nitióbroges y gábalos. César lo supo y apresuró su marcha para llegar antes, rápidamente reanimó a las tropas y guarneció los territorios de los rutenos, volcas arecómicos y alrededores de Narbona. Después arma un pequeño ejército con los soldados de la provincia más los reclutas traídos de la península itálica.
Después de esto, en pleno febrero, Lucterio retrocedió mientras César marchaba contra los helvios, vecinos de los arvernos. Los romanos atravesaron los montes Cevenas cubiertos de nieve y sorprendieron a estos pueblos, que creían a la cordillera una barrera infranqueable. Los arvernos, aterrados, solicitan a Vercingétorix protección y este se moviliza desde tierras de los bituriges para ayudarlos. Décimo Junio Bruto Albino, oficial a cargo de la caballería, lanzó múltiples incursiones de saqueo en territorio arverno. Se enviaron mensajeros al resto de las legiones para comunicarles de su llegada y darles nuevas órdenes. Vercingétorix, enterado del riesgo de ser rodeado, se retira a Gergovia, oppidum (villa fortificada en un terreno elevado) de los bituriges. César entendió que no podía concentrar sus tropas en un solo lugar a pasar el invierno, dejaría sin protección a sus aliados y toda la Galia se sublevaría. Tampoco podría sacarlas de sus posiciones, los caminos eran difíciles y podrían quedarse sin alimentos. Envía mensajeros a los eduos y boyos pidiéndoles resistir y mandar suministros. Tras dejar el equipaje y dos legiones en Agendico, actual Sens, marcha hacia las tierras de los boyos.
El procónsul sigue hasta Velaunoduno, fuerte de los senones, en dos días lo rodea de empalizadas y lo rinde, exigiendo 600 rehenes y la entrega de armas y caballos. Después de años de campañas, César había aprendido a valorar las murallas galas, construidos con vigas de madera y rocas para resistir arietes y llamas. De ahí que prefería la circunvalación, antigua y lenta táctica no usada desde hacía muchos años por los romanos, pero que demostraba una capacidad de ingeniería militar que desmoralizaba a los celtas.
Deja a cargo al legado Gayo Trebonio mientras él sigue contra Cénabo, capital carnuta. Los galos creyeron que marcharía lentamente, y fueron sorprendidos haciendo levas cuando los romanos aparecieron. Para evitar que huyeran durante la noche por un puente que cruzaba el Loira, César desplegó dos legiones en la posición. Cuando los carnutos intentaron escapar los romanos cargaron y muy pocos lograron escapar de la trampa. Después la ciudad es saqueada y quemada completamente. Las legiones cruzan el río y siguen a tierras de los bituriges.

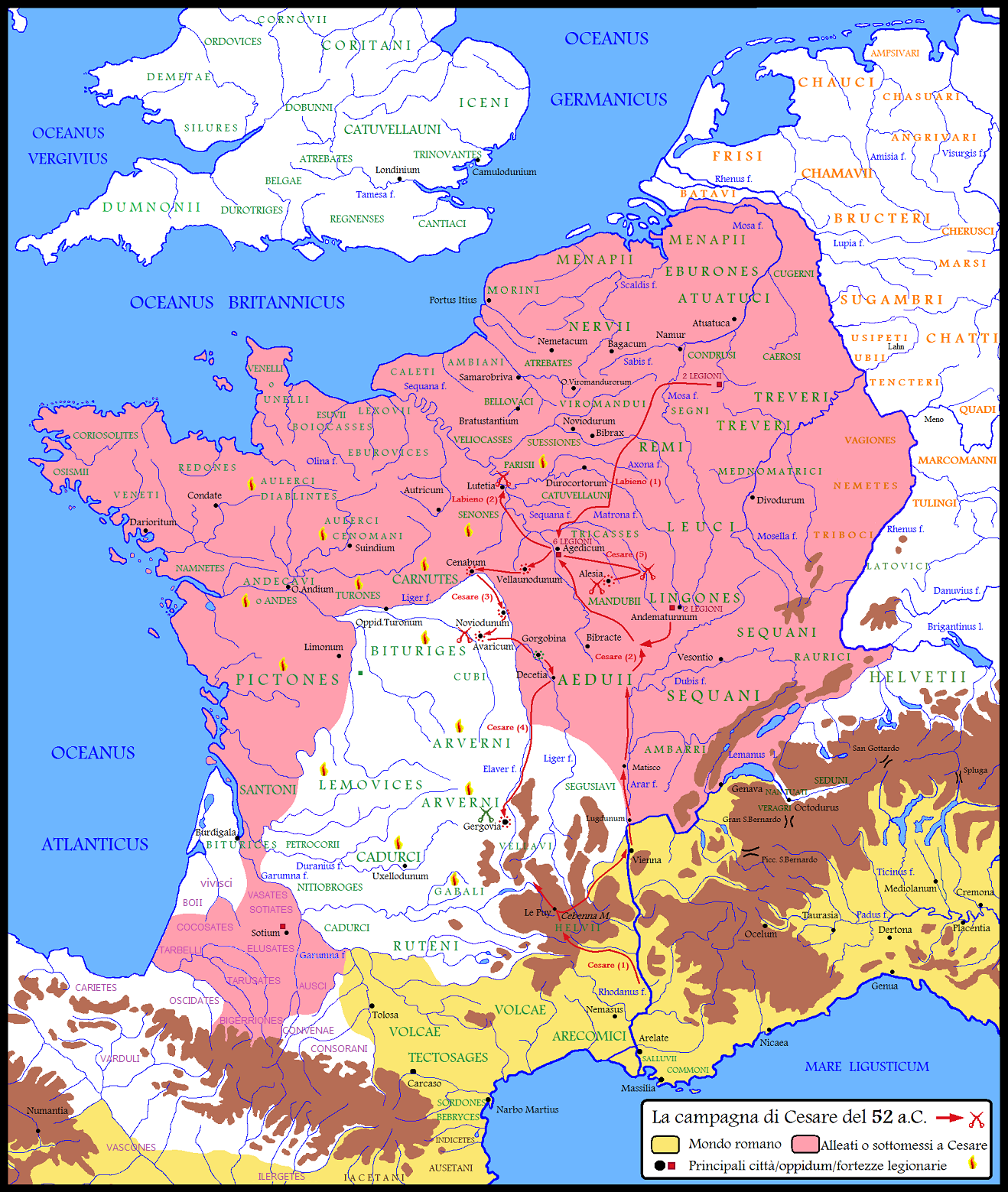
Mapa de la campaña de César en el 52 a. C. En rosado los territorios sometidos a su control al comienzo del año y en amarillo el territorio propiamente romano. Llamas indican las tribus que se suman a la revuelta. En verde las tribus celtas, en naranjo las germánicas y en púrpura las aquitanas.

Enterado, Vercingétorix decide salir de Gergovia y enfrentar al procónsul. Mientras, los romanos asedian el fuerte de Noviodunum, el cual capitula entregando rehenes, armas y caballos. Cuando los primeros romanos entraron a requisar las armas y caballos apareció Vercingétorix, reanimando a los defensores, que sellaron las puertas y tomaron su armamento. Ante esto, los centuriones ordenaron desenvainar y tomar las puertas para evitar ser masacrados. Entonces, César ordena a 400 jinetes germánicos salir de su campamento y atacar a los galos, que no pudieron resistir la acometida y huyeron con fuertes bajas. Tras esto los bituriges de la villa entregaron a los que los animaron a sublevarse.

## Asedio

### Tierra quemada
El ejército romano siguió con rumbo a Avárico, principal ciudad de los bituriges, ubicada cerca de la actual Bourges y que dominaba una fértil región. Esperaba que al tomarla, esa tribu se rindiera. Por su parte, después de estas derrotas, Vercingétorix convocó un nuevo consejo de guerra en que animó a sus partidarios a llevar una táctica de tierra quemada. Los romanos estaban en territorio hostil, vivían de lo que requisaban, si se le negaban los suministros, tendrían que dispersarse para alimentarse, siendo vulnerables. Para esto tenían la ventaja de su superior caballería para adelantarse al enemigo y destruir o llevarse todo. Los galos obedecieron y más de veinte ciudades fueron quemadas antes que los romanos entraran en ellas.
Pero entonces los bituriges se negaron a abandonar Avárico, creyéndola inexpugnable. El fuerte estaba situado sobre una colina rodeada por una zona pantanosa donde se unían los ríos Yèvre y Auron, siendo la única entrada posible por un costado bien defendido. Aunque inicialmente se niega, Vercingétorix acaba por ceder y les permite mantenerla con una gran guarnición de 10 000 guerreros.

### Obras de asedio

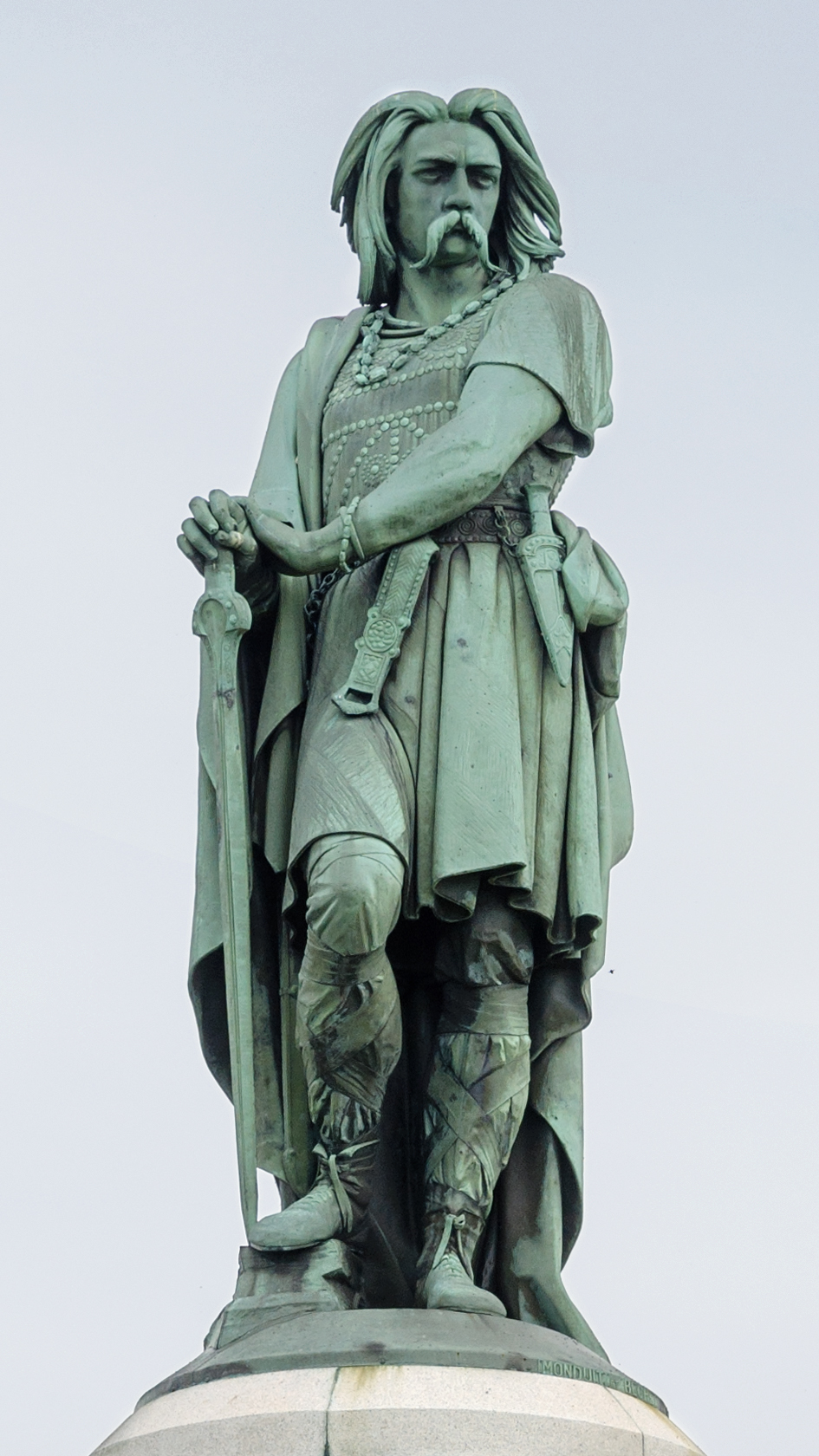
Estatua de Vercingétorix en Alise-Sainte-Reine, por Aimé Millet, 1865.

César puso asedio a la ciudad, empezando a construir torres y empalizadas para proteger su campamento, que estaba en el único lado de la ciudad sin marismas. El terreno le impedía hacer una circunvalación. Pero Vercingétorix traslado su campamento a 16 millas de la ciudad, a fin de entorpecer la recolección de suministros de sus enemigos. Los exploradores romanos debían dispersarse a través de grandes distancias para buscar comida, siendo aislados y acosados constantemente. De los envíos de comida que debían hacer eduos y boyos, los primeros apenas apoyaron y los segundos tenían recursos muy limitados, por lo que su ayuda fue exigua. Por el hambre que afectaba a sus legionarios, César empezó a considerar levantar el asedio y retirarse, pero sus soldados se negaron aduciendo que durante años habían servido a su mando y jamás habían sufrido la deshonra de una derrota.
Cuando sus obras se acercaron a los muros de la fortaleza, César descubrió por prisioneros, que Vercingétorix había sacado la caballería e infantería ligera con la intención de atacar a las patrullas de suministros que salieran al día siguiente. El procónsul decidió salir de noche y llegó al campamento galo temprano en la mañana siguiente. Los celtas se enteraron, movieron su bagaje a la zona más espesa del bosque y formaron a sus guerreros en campo abierto. Estaban sobre una colina y entre ellos y los romanos había un pequeño pantano. Los legionarios querían atacar pero su general los convenció de retirarse y continuar con los trabajos de asedio. Al volver Vercingétorix fue acusado por sus hombres de traición por salir con parte importante de sus fuerzas estando su campamento tan cerca del enemigo. El caudillo se defendió de las acusaciones y mostró algunos prisioneros, miembros de una partida de exploradores, a los que hizo torturar con hambre y confinamiento. Estos informaron que el ejército pasaba hambre y no podía llevar a cabo las obras de asedio.
Los defensores de la ciudad se defendieron con astucia. Los romanos  construyeron un terraplén para llevar sus máquinas de asedio a la fortaleza, los celtas sacaron con ganchos y cuerdas los troncos que mantenían a la tierra en su lugar, también excavaron túneles bajo el terraplén para socavarlo. Hacían frecuentes salidas de día y de noche para intentar quemar los troncos y atacar a los constructores. Elevaron la altura de las torres de sus paredes para igualar a las torres de asedio romanas y pusieron estacas afiladas delante de sus paredes y si algún soldado se acercaba le tiraban grandes piedras o agua hirviendo. Nada impidió que en 25 días los romanos construyeran un terraplén de 100 metros de ancho por 24 de alto. Las obras casi alcanzaban las paredes de la fortaleza.

### Última salida gala
Poco antes de la tercera noche del día 25 de asedio, a mediados de abril, el montículo empezó a hundirse porque los celtas construyeron un túnel bajo él y le habían prendido fuego. Al mismo tiempo, las dos puertas de Avárico se abrieron y los defensores salieron con antorchas mientras desde las paredes sus compañeros lanzaban brea y otros materiales combustibles. Sin embargo, César había dejado de guardia dos legiones que se apresuraron acometer contra el enemigo, retirar las torres y extinguir las llamas. La lucha prosiguió durante la noche, por un lado los galos intentando romper el asedio, y por el otro los romanos, que tras haber terminado las obras bajo el hambre, lluvia y frío no podían dejar que todo fuera en vano.
Desmoralizados, los guerreros celtas decidieron abandonar la ciudad al día siguiente por consejo y orden de Vercingétorix, esperando huir en la noche, ya que el campamento de su caudillo estaba cerca y los pantanos impedirían que los romanos les persiguieran de inmediato. Pero cuando se preparaban para salir, las mujeres de la ciudad empezaron a rogar a sus esposos que no las abandonaran a la furia de los romanos y cuando estos se negaron a oír sus súplicas, gritaron para alertar a los romanos. Los celtas temieron ser masacrados por la caballería enemiga y abandonaron su plan.

### Asalto final

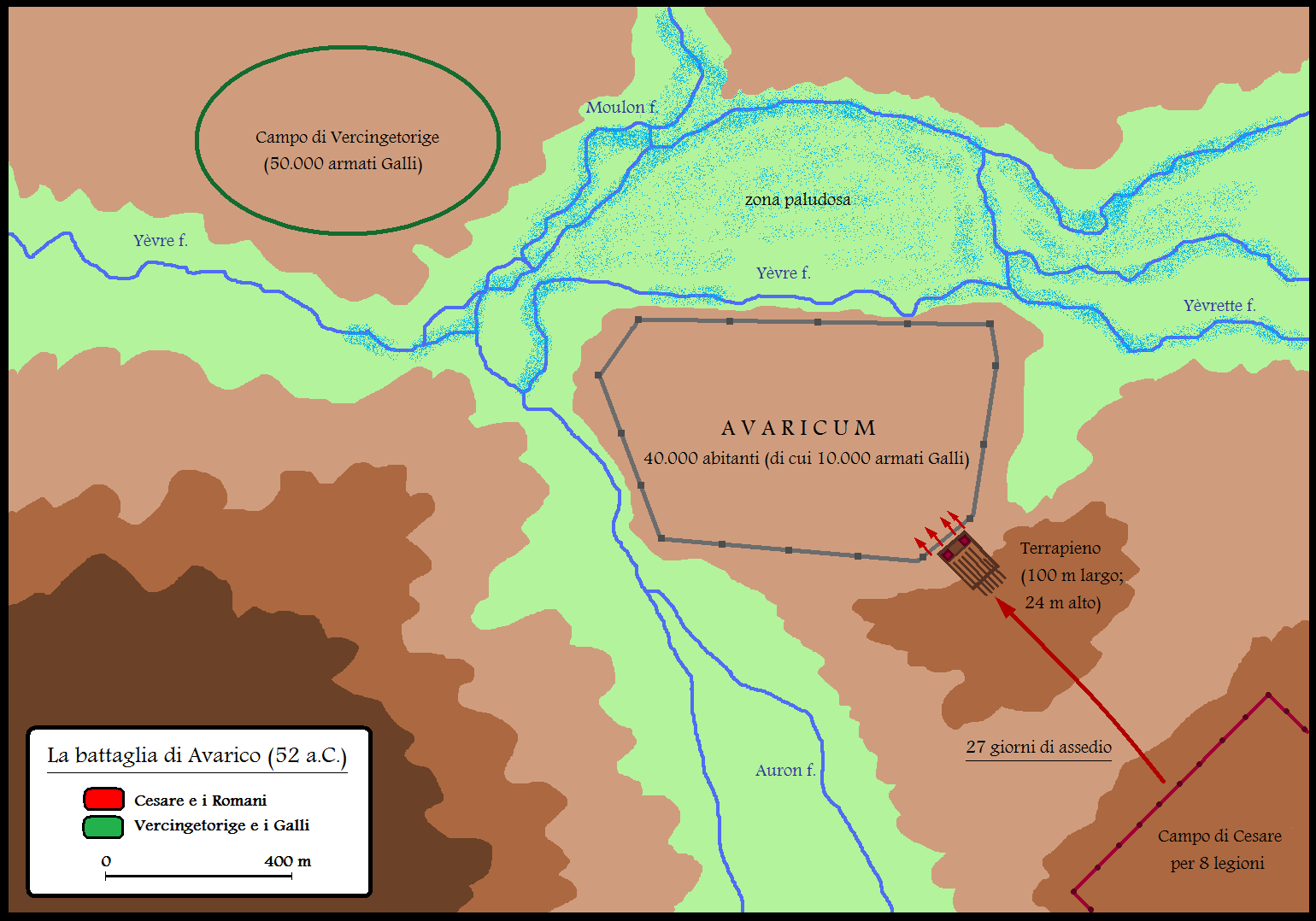
Mapa del asedio y del asalto final por los romanos.

Al día siguiente, César hizo avanzar las torres y a pesar de una tormenta, ordenó a sus soldados seguir los trabajos. También prometió premios a los legionarios que primero escalaran las paredes. Esto hizo que muchos soldados rodearan las murallas para asaltarlas.
El ataque tomó por sorpresa a los defensores, que rápidamente fueron desalojados de torres y paredes, debiendo retirarse a las calles y el mercado. Esperaban resistir ahí, pero los romanos no descendieron a la ciudad, sino que empezaron a correr por las paredes para cortar todas las salidas, y los celtas, aterrados, se diseminaron por toda la urbe. Los soldados romanos masacraron a los galos que se agolpaban en las salidas, después empezó la degollina de los no combatientes en venganza por las matanzas de sus ciudadanos. De los 40.000 celtas en Avárico, sólo 800 lograron huir, los que escaparon al escuchar las trompetas del primer asalto. Llegaron al campamento de Vercingétorix en la noche y fueron recibidos en silencio para evitar que la noticia desmoralizara a la tropa.

## Consecuencias

Mapa de la Confederación edua. En rojo los eduos propiamente tales, en rosado sus aliados y en claro las tribus que les eran vasallas. En verde sus principales rivales.

Tomar la principal ciudad de los bituriges subió el ánimo de los soldados romanos, que se hicieron con las riquezas guardadas y pasaron algunos días descansando. Con su ejército bien alimentado y el invierno casi acabado decidió tomar la ofensiva, creyendo poder acabar rápido la guerra. Finalmente, acabaría por enviar a Labieno con 4 legiones contra los senones y parisios mientras el procónsul salía con las otras 6 a tierras de los arvernos.
Pero entre los eduos dos hombres se disputaban el derecho a mandarlos: el prorromano Coto y el antirromano Convictolave, pareciendo inevitable una guerra civil dentro de la tribu. César decidió intervenir y resolvió obligar a Coto ceder el poder a su rival en Decetia. Después exigió a ambas facciones olvidar el conflicto y proveerle de toda su caballería y diez mil infantes.
En cambio, Vercingétorix debió convocar una asamblea al día siguiente y culpó a los imprudentes bituriges de la derrota. También convenció a sus guerreros que ahora más que nunca era necesaria la unión de todas las tribus galas para vencer. Después hizo mejorar las defensas de su campamento y pedir a sus aliados contingentes de arqueros. Pronto llegó Teutómato, hijo del rey Olovicón de los nitióbriges con numerosos jinetes y mercenarios aquitanos.

### Clásicas
- Cayo Julio César. Comentarios sobre la guerra de las Galias . Traducción latín-inglés por W. A. McDevitte & W. S. Bohn. 1ª edición. Nueva York: Harper & Brothers, 1869. Harper's New Classical Library. Digitalizado el Libro VII en Perseus. Versión en latín en The latin library.

### Modernas
- Carcopino, Jérôme (1993). Giulio Cesare. Rusconi Libri. Traducción francés-italiano por Anna Rosso Cattabiani. ISBN 88-18-18195-5.
- Davis, Paul K. (1999). 100 Decisive Battles: From Ancient Times to the Present. Oxford University Press. ISBN 9780195143669.
- Horst, Eberhard (2000). Cesare. La vita dell'uomo divenuto il simbolo del potere. Milán: Rizzoli. Traducción alemán-italiano por Augusto Guida.
- Wilcox, Peter & Duncan B. Campbell (2011). La Guerra de las Galias. Barcelona: Osprey Publishing. Traducción inglés-español por Isabel Galera Ibáñez. ISBN 978-84-473-7335-2.
- Wiseman, T. P. (1994). "Caesar, Pompey and Rome, 59-50 BC". En The last age of the Roman Republic: 146-43 BC. Tomo IX del The Cambridge Ancient History. Cambridge: Cambridge University Press. Editado por J. A. Crook, Andrew Lintott & Elizabeth Rawson, 2ª edición, pp. 368-423. ISBN 9780521256032.

- Datos: Q4087405
- Multimedia: Battle of Avaricum / Q4087405